# Lake District

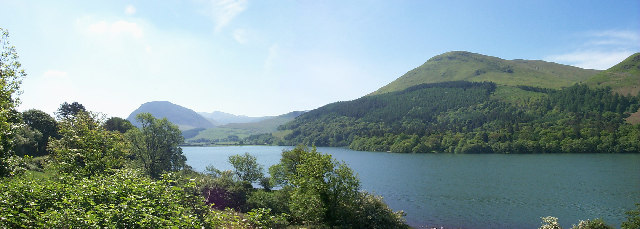
Loweswater, en av de mindre sjöarna i Lake District.

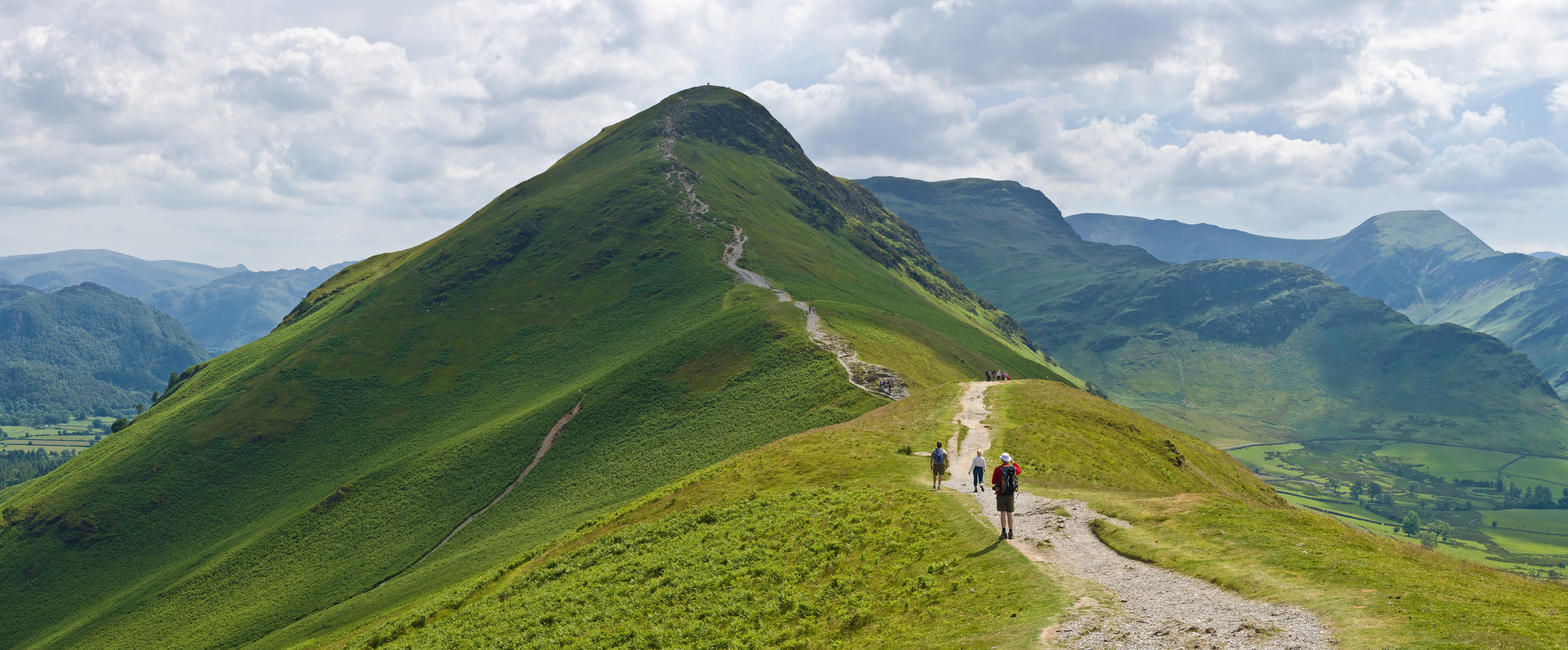
Fjället Catbells.

Lake District National Park är en av tolv nationalparker i England i Storbritannien. Nationalparken ligger i Cumbria och är en av Englands bergiga regioner. Sjöarna blev kända under det tidiga 1800-talet när William Wordsworth skrev dikter om dem. Platsen är populär bland poeter, konstnärer och fotografer. Sedan 2017 är Lake District upptagen på Unescos Världsarvslista.
Nationalparken inrättades 1951. I området ligger mer än 80 insjöar eller reservoar. Med ett djup av upp till 74 meter är sjön Wast Water djupast. Sjön Windermere är med en yta av 18,8 km² störst. Årsnederbörden varierar mycket inom nationalparkens gränser och den ligger i områden med mycket regnfall vid 3500 mm. Lake District har i juli en genomsnittlig temperatur av 15 °C och samma värde för januari är 3 °C.
Nästan hälften av nationalparkens yta (48 %) utgörs av gräsmarker, hedområden och myr. Andelen odlad mark ligger vid 31% och 12% av Lake District är täckt med skog och andra trädansamlingar. Resten utgörs av samhällen och trafikytor.
Fisken Coregonus vandesius som förekommer i nationalparken listas av IUCN som hotad art. Andra typiska fiskar är sik och fjällröding. I Lake District dokumenterades 155 olika fågelarter.

## Mänsklig geografi

### Allmänt

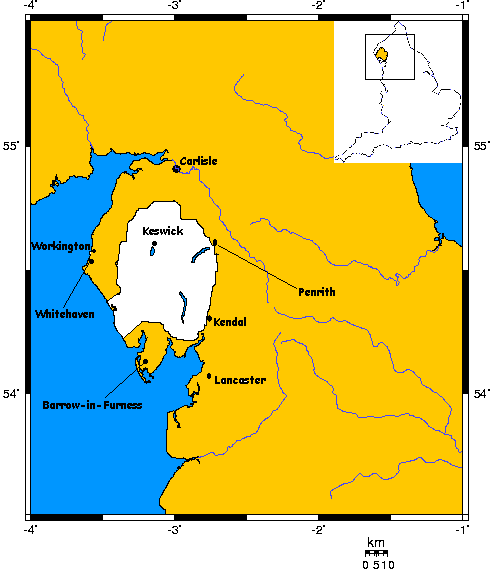
Lake Districts läge i norra England visas i vitt.

De exakta gränserna för Lake District var från början inte helt definierade, men rymmer ett något större område än dagens nationalpark, som har en total area på cirka 2 292 km2. Parken sträcker 51 km från öster till väster och cirka 64 km från norr till söder, med områden som bland andra Lake District Peninsulas som ligger strax utanför nationalparken söderut.

### Bosättningar
Lake District är en av de högst befolkade nationalparkerna. I detta bergiga område är de största orterna Keswick, Windermere, Ambleside och Bowness-on-Windermere. Betydande mindre orter vid gränsen av nationalparken inkluderar Millom, Barrow-in-Furness, Kendal, Ulverston, Cockermouth, Penrith och Grange-over-Sands; var och en av dessa är av stor ekonomisk betydelse för området. Byar som Coniston, Threlkeld, Glenridding, Pooley Bridge, Broughton in Furness, Grasmere, Newby Bridge, Staveley, Lindale, Gosforth och Hawkshead utgör mer lokala knutpunkter. Ekonomin för i princip alla dessa är beroende av turism. Utöver dessa finns ett otal gårdar, vissa sysslar ännu med jordbruk, medan andra är en del av turistindustrin.